# 侯聚森案
侯聚森案，又稱文登7.22治安案件，是山东文登網絡紅人侯聚森因網絡罵戰而在線下與4人進行鬥殴的案件，侯聚森因不敌对方而受轻伤。此事件受到廣大網民的關注。

## 當事人
据侯聚森本人自述，他在2013年初开始上网，主要活跃于百度贴吧和QQ空间。                                                                                                                                                                                                 2015年6月29日至7月2日，侯聚森参加在山东青年政治学院举行的为期三天的山东省共青团网络宣传引导工作专题培训班，并发言分享如何判断何谓谣言和如何辟谣。

## 案件過程
2015年7月，侯聚森在百度貼吧與數位網民發生罵戰，並相約22日在文登進行約架，22日當天，侯聚森與其他四人在文登街頭發生鬥毆，侯聚森在此次鬥毆中受輕傷，之後侯在微博表示其因“愛國言論”被群毆且已報警，引來大量網民圍觀，隨後文登警方表示会全力侦查此起治安案件。但有网友搜索侯聚森在网络上的发言后，发现侯聚森在网上发表的言论夾雜不少粗言穢語，并与他人在网上互相谩骂攻击，认为是起案件的原因未必是因为“爱国言论”引起。又查得侯聚森在涉案当天发言记录发现他一早得知涉案人员要求于学校门口约架，质疑侯聚森不是单方面被群殴而是约架，引来网络上广泛的讨论和争议。
至7月23日，文登警方通报4名涉及“7.22”治安案件的人员已全部被查获。7月24日下午，威海市公安局文登分局官方微博文登警方在线公布此次案件的过程及处理结果，表示这是一起约架案件，依法对有关人员执行处罚，全文如下。
7月24日，威海市公安局文登分局对“7.22”治安案件事实进行了查证：2013年以来，侯某某与梁某某、陈某某等人经常在网上发表不同言论，进而形成纷争、谩骂，并经常在网上互称要和对方见面“理论”。案发前，梁某某、陈某某、张某某、张某某等4人来到文登，梁某某同时准备了甩棍等作案工具。案发当日上午，陈某某数次通过QQ约侯某某见面“理论”，侯某某均作出见面“理论”的回应；13时40分许，侯某某同孙某（男，20岁，系侯某某同学）等人员从文登师范学校校内走到校门口，侯某某先与陈某某互殴，后梁某某、张某某、张某某、孙某等参与斗殴，致侯某某、张某某轻微伤。

根据查明的事实，依据《中华人民共和国治安管理处罚法》第二十六条第（一）项，威海市公安局文登分局对涉案双方人员作出行政处罚决定：对陈某某、梁某某分别处以行政拘留十五日，对侯某某、张某某、张某某处以行政拘留十日，对孙某处以行政拘留七日。其中，梁某某、侯某某、张某某因年龄已满16周岁不满18周岁、初次违反治安管理，依据《中华人民共和国治安管理处罚法》第二十一条第（二）项，行政拘留不执行。

## 影响

### 评价
对此处理，许多网民非常不满，质疑警方执法不够严明。主要原因是“梁某一方预有组织、跨区域作案、且事先准备了作案工具，主观恶意强。且涉案人员由于未满十八岁免于拘留，释放后在网上发布“斩猴脑”照片，威胁意味明显。警方处理未能体现法律公平原则和警示效果。另有人认为警方通报体现了十年维稳以来处理治安案件的一贯庸政风格，即减少刑事判决、对于治安案件多采取各打五十大板息事宁人的态度。”
人民网，北京青年报、新京报等媒体就此案发表评论文章，批评部分人以“爱国”制造舆论，把法律问题上升到政治领域是行为不当。

### 后续
“纳年纳兔纳些事吧”在此事件发生后不知何时被百度贴吧封禁。2015年8月3日，公安部就在其官方微博就纳吧被封一事发题为《清除网上黑恶势力事关国家安全》的微博，点名批评纳吧是网上的黑恶势力，并指出“网上黑恶势力的实质是教唆青少年成为西方反华势力颜色革命的马前卒。意识形态领域的网络颠覆活动绝非一般性治安事件”，暗示此事件结果发生逆转。中国青年报、求是网等部分媒体也发表文章，表示对文登警方此前处理结果的否定，似乎印证了这种可能。